# Saints-en-Puisaye
Saints-en-Puisaye, anteriormente Saints, es una localidad y comuna francesa situada en la región de Borgoña, departamento de Yonne, en el distrito de Auxerre y cantón de Saint-Sauveur-en-Puisaye.

## Demografía
| 1 102 | 1 041 | 1 095 | 1 309 | 1 338 | 1 320 | 1 338 | 1 364 | 1 347 | 1 320 | 1 330 | 1 288 | 1 292 | 1 368 | 1 301 | 1 186 | 1 176 | 1 121 | 1 115 | 1 015 | 841 | 842 | 834 | 789 | 840 | 827 | 807 | 805 | 632 | 585 | 549 | 570 | 589 |
| Para los censos de 1962 a 1999 la población legal corresponde a la población sin duplicidades (Fuente: INSEE [Consultar]) |       |       |       |       |       |       |       |       |       |       |       |       |       |       |       |       |       |       |       |     |     |     |     |     |     |     |     |     |     |     |     |     |